# Megaloctena grandis
Megaloctena grandis là một loài bướm đêm trong họ Noctuidae.